# Haloclavidae
Haloclavidae Verrill, 1899 è una famiglia di celenterati antozoi dell'ordine Actiniaria.

## Distribuzione e habitat
La famiglia ha distribuzione cosmopolita e molte specie vivono in gran parte sepolti in substrati morbidi con solo il disco orale e i tentacoli sporgenti.

## Tassonomia
Secondo il World Register of Marine Species la famiglia comprende i seguenti generi:
- Anemonactis
- Antennapeachia Izumi, Yanagi & Fujita, 2016
- Eloactis
- Haloclava Verrill, 1899
- Harenactis Torrey, 1902
- Ilyanthus Forbes, 1840
- Mesacmaea Andres, 1883
- Metapeachia Carlgren, 1943
- Peachia Gosse, 1855
- Philomedusa
- Siphonactinia
- Stephanthus
- Synpeachia Yap, Fautin, Ramos & Tan, 2014
- Tenactis Barragán, Sánchez & Rodríguez, 2018